# Holoparamecus aelleni
Holoparamecus aelleni é uma espécie de coleóptero da família Endomychidae.

## Distribuição geográfica
Habita nas  Antilhas Holandesas.